# Cascades Estatoah
Les cascades Estatoah són unes cascades que es troben a Mud Creek, al comtat de Rabun (Geòrgia, Estats Units d'Amèrica).
Les cascades es troben en propietat privada i no estan obertes al públic. Les cascades es poden veure des de diversos llocs al llarg de la State Route 246. També hi ha algunes cascades més petites a la petita ciutat turística de Sky Valley, anomenades Little Statoah Falls o Mud Creek Falls. Les cascades Estatoah cauen diversos centenars de metres en diverses cascades, però només es poden veure des de la distància. Prop de les cascades es troba el Spring Lake (Llac primavera).
El nom de les cascades és del nom d'un poble indi cherokee. Es creu que el poble cherokee d'Eastertoy ha estat a prop de Dillard, Geòrgia; Estatoah és una forma alternativa d'escriure Eastertoy.